# クアルコム
クアルコム （英: Qualcomm, Inc.、NASDAQ: QCOM） は、アメリカの移動体通信の通信技術および半導体の設計開発を行う企業。

## 概要
1985年にアーウィン・M・ジェイコブスとアンドリュー・ビタビによって設立された。社名のQualcommは、QualityとCommunicationsを合わせた造語である。本社はカリフォルニア州サンディエゴにある。CDMA方式携帯電話の実用化に成功して成長を遂げた。
当初は携帯電話端末と通信設備の部門を併せ持っていたが、その後、携帯電話端末部門は京セラに、通信設備部門はエリクソンにそれぞれ売却された。
CDMA携帯電話用チップでは、ほぼ独占に近いマーケットシェアを保持している。また、従来のcdmaOneシリーズのほか、1x EV-DOおよびCDMA2000 1xを含むCDMA2000携帯電話用チップ以外にもHSPAを含むW-CDMAやLTE携帯電話用チップの供給も行っている。そのほか、REX OSと呼ばれる携帯電話向けの組み込み用リアルタイムオペレーティングシステム（RTOS）やBREWと呼ばれる携帯電話向けのアプリケーションプラットフォームの開発もしている。それらの数多くの特許を保有しており、それにより他社から得られるライセンス料が大きな収益源となっている。
また、Snapdragonチップセット（および他のクアルコムのチップセット）のGPUテクノロジ「Adreno」は、2009年1月にAMDから買収したモバイルプラットフォーム部門、およびグラフィックスチップ技術をベースとして開発した独自技術である。また、2011年には無線チップメーカーのアセロス・コミュニケーションズを買収し、無線LAN技術も手がけている。
2015年8月13日、クアルコムの子会社であるクアルコム・グローバルトレーディングは、Bluetoothの高音質化コーデックテクノロジで知られる「aptX」の開発元で知られるCSR社の買収を完了したことを表明した。2016年10月、携帯電話分野への偏りを是正し、自動車分野での半導体供給の強化を目的として、同分野の世界首位であるNXPセミコンダクターズの買収を発表したものの、2018年7月に断念した。
ファブレスメーカーであり、半導体の製造は大手ファウンドリであるGLOBALFOUNDRIES、TSMCなどへの委託で製造している。
2017年11月、ブロードコムは1030億ドルでクアルコム株を70%取得する計画を発表していた。クアルコムがこれを拒否する一方、ブロードコムは取得株を70%から82%へ引き上げ、ブロードコムが買収額を1170億ドルまで引き上げられた本件に関し、対米外国投資委員会が調査を開始した。ブロードコムは、重大な国家安全保障に関する資産を海外企業には売却しないとの声明を出したが、トランプ大統領は、シンガポール拠点のブロードコムによるクアルコム買収は、米国の移動通信産業を衰退させて安全保障上に懸念があると判断して買収をブロックする署名にサインし、ブロードコムは買収を断念した。
2019年4月、Appleとのロイヤルティ支払いを巡る法廷紛争で和解した。アップルはクアルコムに次四半期中に最大47億ドルを支払う。